# Residencia Beaulier
La Residencia Beaulier o Casa de los Derechos Humanos es un inmueble ubicado en la avenida Cristóbal Colón, en la ciudad de Punta Arenas, capital de la Región de Magallanes y de la Antártica Chilena, Chile. Construido en 1936 por el arquitecto Antonio Beaulier como residencia propia, entre 1973 y 1976 funcionó como sede regional de la Central del Servicio de Inteligencia Militar (SIM) que lo ocupó como centro de detención y tortura. Fue declarado monumento nacional de Chile, en la categoría de monumento histórico, mediante el Decreto n.º 95, del 11 de abril de 2016.

## Historia
El arquitecto Antonio Beaulier lo construyó como su residencia privada, y la habitó hasta 1946. En los años 1950 funcionó como sede de la Cruz Roja Chilena, y en los años 1960 como casino de tripulaciones de la Armada de Chile y hospital naval provisorio. Entre 1973 y 1976 fue la sede regional de la Central del Servicio de Inteligencia Militar que lo ocupó como centro de detención y tortura, el principal en la Región de Magallanes.
En 1977 se convirtió en la Fiscalía de Organismos de Seguridad, y luego fue entregado a la Municipalidad de Punta Arenas. Luego de ser declarada monumento histórico en 2016, se pensaba realizar un museo de la memoria, pero en el año 2020 sufrió un incendio, que dejó la estructura con graves daños.

## Descripción
De estilo neoclásico, está construido en albañilería de ladrillos, la fachada principal está estucada con terminaciones sobre relieve endentado y sus fachadas laterales cuentan con los ladrillos a la vista. El inmueble cuenta con dos pisos, un tercero en mansarda, con lucarnas salientes, y un subterráneo.